# William Grimston (1er vicomte Grimston)
Pour les articles homonymes, voir Grimston.
William Grimston, 1er vicomte Grimston, de Gorhambury, St Albans, Hertfordshire, est né le 31 décembre 1684 et décède à 71 ans le 15 octobre 1756. Il est un propriétaire britannique et un homme politique qui siège à la Chambre des communes entre 1710 et 1734.

## Biographie

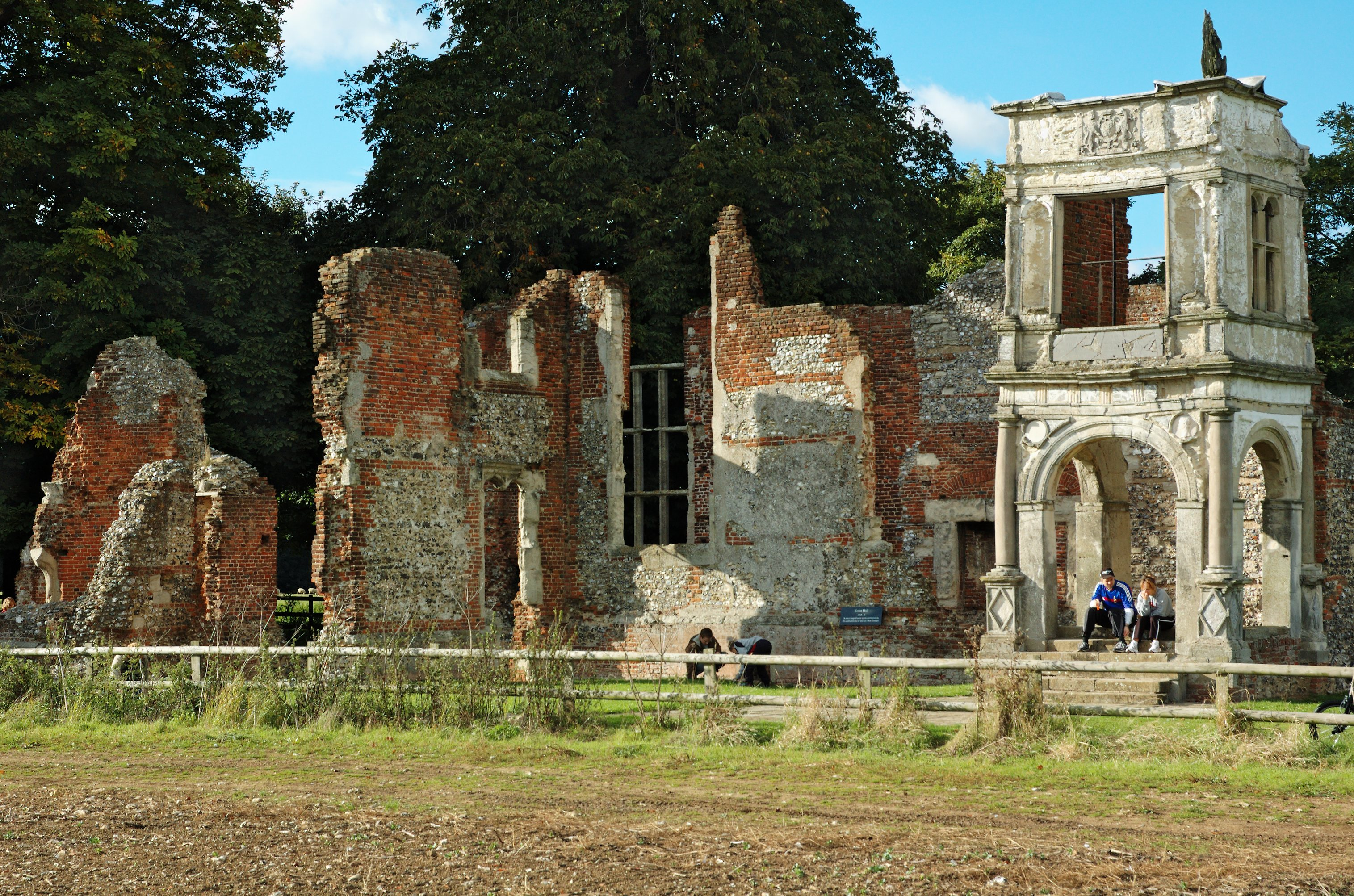
ruines de Gorhambury House

Il est né William Luckyn, le fils cadet de William Luckyn, 3e baronnet, et de sa femme Mary Sherrington. En 1700, il hérite des domaines, notamment à Gorhambury, près de St Albans, de son arrière-oncle, Samuel Grimston (3e baronnet) de Bradfield, et prend le nom de famille de Grimston à la place de Luckyn.
En 1705, il publie une pièce de théâtre intitulée «La fortune de l'avocat ou l'amour dans un arbre creux». Il épouse Jean Cooke, fille de James Cooke, le 14 août 1706.
Il est élu sans opposition en tant que député de St Albans lors des élections générales de 1710 et réélu en 1713. Sa situation dans la circonscription est affectée par les ambitions de Sarah, duchesse de Marlborough, qui cherche également à y exercer une influence politique. Bien qu'il ait remporté le siège en 1715, il est vaincu en 1722. En 1719, il est élevé à la pairie d'Irlande sous les noms de baron Dunboyne et de vicomte Grimston. S'agissant de pairies irlandaises, ils n'interdisent pas à Grimston de siéger à la Chambre des communes britannique. Il retrouve son siège à St Albans en 1727 mais le perd à nouveau en 1734.
En 1737, il succède à Harbottle Luckyn, son frère aîné, comme cinquième baronnet. Sa querelle avec la duchesse se poursuit jusqu'à sa mort alors que chacun tentait d'empêcher l'élection des candidats de l'autre à St Albans lors des élections. Bien que Grimston ait essayé de supprimer toutes les copies de sa pièce, la duchesse en publia une version avec des notes désobligeantes pour se moquer de lui.
Il décède en octobre 1756, à l'âge de 71 ans. Sa femme et lui ont dix fils et trois filles. Son fils James Grimston (2e vicomte Grimston) lui succède. Lady Grimston est décédée en 1765.